# Hancea
Hancea – wieś w Rumunii, w okręgu Suczawa, w gminie Verești. W 2011 roku liczyła 1157 mieszkańców. 